# Красноперекопск
Красноперекопск (на украински: Краснопереко́пськ) е град в Крим. Намира се в северната част на полуострова, в близост до Херсонска област. Населението на града е около 25 450 души. Център е на Красноперекопския район. Признат е за град през 1966 г. През него минава железопътната линия Джанкой-Херсон. Намира се на 124 от столицата на полуострова Симферопол.